# Dica de ferramenta

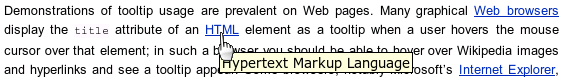
Um tooltip sendo mostrado ao passar o mouse sobre um link em um navegador.

Tooltip ou dica de contexto é um elemento comum de interface gráfica.. Tooltip é aquela moldura flutuante (pop up) que abre quando passa-se o mouse sobre um elemento da interface (normalmente uma palavra em um texto, link etc.) e que contém uma explicação adicional sobre tal elemento.
É utilizado em conjunto com um cursor, normalmente um ponteiro do mouse. O usuário paira o ponteiro sobre um item, sem clicar nele, e uma pequena caixa flutuante aparece com informações complementares relativas ao item apontado pelo cursor.